# Мигел Велозо
Мигел Луис Пинто Велозо (порт. Miguel Luís Pinto Veloso; Коимбра, 11. мај 1986) је португалски професионални фудбалер који игра за италијански клуб Верона. Углавном је играч средине терена, али може деловати и као леви одбрамбени играч. 
Каријеру је започео у Спортинг Лисабону, за који је наступио на 165 утакмица у свим такмичењима, а провео је и две године у Ђенови, пре него што се 2012. придружио Динаму из Кијева. Након освајања четири домаћа трофеја у Украјини, вратио се у Ђенову 2016. године. 
Од 2007. године, када је Велозо почео да игра за Фудбалску репрезентацију Португалије, освојио преко 50 трофеја, наступајући на два Светска првенства и исто толико Европских првенстава. 

## Клупска каријера
Рођен у Коимбри, Мигел Велозо започео је фудбалску каријеру у Бенфици, али је одбијен због незнатног вишка килограма у то време, па је прешао у омладински тим лисабонских суседа Спортинга са 14 година. Тамо је унапређен у први тим за предсезону 2004–05, која се играла углавном у Енглеској. Почео је као централни дефанзивац.
Да би му пружио више времена за играње, Спортинг га је позајмио тиму ФК Оливаис е Москавиде тада у трећој дивизији.  Он им је помогао да пређу у другу лигу са седам најбољих голова у каријери.  Као резултат тога, Лавови су га опозвали, мада се чинило да тешко може наћи место у почетној екипи због присуства играча са много више искуства као што су Андерсон Полга, Тонел, Марко Канеира или Кустодио, ипак је одиграо 23 утакмице Примеира лиге током сезоне 2006–07, а његов тим је (поново) завршио на другом месту. Био је импресиван и у свом дебију у УЕФА Лиги шампиона, у победи 1: 0 против Интера из Милана, где је спречио Патрика Вијеиру и Луиса Фига да играју ефективно, и био проглашен за Играча утакмице. 
У сезони  2007–08, Велозо је играо у средишњем везном реду Спортинга, заједно са Жоаом Мотињом. Клуб је поново изгубио лигу од ФК Порта, а исто се десило и наредне сезоне, с тим што је био укључен у расправе са менаџером Паулом Бентом. У претходној вансезони и следећем прелазном року у јануару, привукао је интересовање неколико тимова Премијер лиге, али ништа се није остварило.   
Велозо је помогао Спортингу да се пласира у међу 16 најбољих у Лиги Европе 2009-10, након победе од 4: 2 против Евертона.  Клуб је, међутим, завршио на четвртом месту у домаћој лиги. 
Велозо је, 30. јула 2010. године, продат тиму ФК Ђенова у Италији. Поново је променио тим и земљу 4. јула 2012. године, потписавши четворогодишњи уговор са ФК Динамом из Кијева у украјинској Премијер лиги. 
Након 127 утакмица у свим такмичењима, 14 голова и четири титуле, укључујући и двоструку у сезони 2014–15, 30-годишњи Велозо се 31. јула 2016. године вратио у Ђенову.  Две године касније напустио је Стадион Луигђи Ферарис  али се вратио убрзо након што је пристао на нови договор.
Велозо је, 20. јула 2019. године, потписао једногодишњи уговор са ФК Вероном. На свом дебију 25. августа, извео је слободан ударац изједначивши на 1: 1 са ФК Болоњом. 

## Репрезентативна каријера
Велозо је био капитен Португала на Европском првенству за млађе од 17 година 2003. године, помажући нацији да победи Шпанију на домаћем тлу са 2: 1 у иберијском финалу одиграном у Визеу.  Изабран је за Златног играча турнира, , а такође је помогао тиму да те године стигне до четвртфинала Светског првенство у фудбалу за млађе од 17 година одржаног у Финској. 
После импресивних наступа на Европском првенству до 21. годинеу јуну, (као капитен једао два гола у три утакмице, иако на излазу из групне фазе),  Велозо је по први пут 14. августа 2007, позван за у састав Фудбалске репрезентације Португалије, на квалификације за Еуро 2008. против Јерменије. Свој репрезентативни деби направио је 13. октобра против Азербејџана. У групној фази играо се у поразу од 0-2 од Швајцарске, у којој се одмарало девет од 11 регуларних стартера. 
После дужег периода неиграња за репрезентацију, тренер Карлос Кеироз позвао је Велоза на важан меч квалификација за Светско првенство 2010. у Данској у септембру 2009, који је завршен нерешеним резултатом 1:1. У истом такмичењу постигао је свој први репрезентативни гол, пошто су 14. октобра у Гимараису победили Малту са 4:0. 
Велозо је, 15. новембра 2011. године, постигао погодак из слободног ударца, у победи Португалије над Босном и Херцеговином од  6:2 на Стадиону светлости у play-off за место на Еуро 2012.  Играо је сваки минут првенства у Пољској и Украјини, пре него што је замењен на полувремену полуфинала, које су изгубили од Шпаније.
У септембру 2015. године, после годину дана паузе,  Велоза је селектор Фернандо Сантос поново позвао у португалски састав, због пријатељске утакмице са Француском и квалификација за Еуро 2016 против Албаније.  У тој утакмици 7. септембра, после корнера у 92. минуту, дао је једини гол утакмице. 

## Лични живот
Велозов отац, Антонио, такође је био фудбалер. Као дефанзивац, играо је годинама за Бенфику, а био је и дугогодишњи португалски репрезентативац.  
Године 2013. Велозо се оженио ћерком председника Ђеновског клуба Енрика Прециосија, Паолом. 

## Статистика каријере

### Клуб
| Клуб              | Сезона        | Лига                       | Лига | Лига | Национални купови | Национални купови | Европа | Европа | Остало | Остало | Укупно | Укупно |
| Клуб              | Сезона        | Дивизија                   | Нас. | Гол. | Нас.              | Гол.              | Нас.   | Гол.   | Нас.   | Гол.   | Нас.   | Гол.s  |
| ----------------- | ------------- | -------------------------- | ---- | ---- | ----------------- | ----------------- | ------ | ------ | ------ | ------ | ------ | ------ |
| Оливаис Москавиде | 2005–06       | Португалска друга дивизија | 28   | 7    | 0                 | 0                 | —      | —      | —      | —      | 28     | 7      |
| Оливаис Москавиде | Укупно        | Укупно                     | 28   | 7    | 0                 | 0                 | 0      | 0      | 0      | 0      | 28     | 7      |
| Спортинг Лисабон  | 2006–07       | Примеира лига              | 23   | 0    | 6                 | 0                 | 5      | 0      | —      | —      | 34     | 0      |
| Спортинг Лисабон  | 2007–08       | Примеира лига              | 29   | 1    | 9                 | 0                 | 6      | 0      | 1      | 0      | 45     | 1      |
| Спортинг Лисабон  | 2008–09       | Примеира лига              | 21   | 0    | 3                 | 0                 | 7      | 1      | 1      | 0      | 32     | 1      |
| Спортинг Лисабон  | 2009–10       | Примеира лига              | 25   | 3    | 6                 | 5                 | 14     | 4      | —      | —      | 45     | 12     |
| Спортинг Лисабон  | Укупно        | Укупно                     | 98   | 4    | 24                | 5                 | 32     | 5      | 2      | 0      | 156    | 14     |
| Ђенова            | 2010–11       | Серија А                   | 20   | 0    | 2                 | 0                 | —      | —      | —      | —      | 22     | 0      |
| Ђенова            | 2011–12       | Серија А                   | 29   | 2    | 2                 | 0                 | —      | —      | —      | —      | 31     | 2      |
| Ђенова            | Укупно        | Укупно                     | 49   | 2    | 4                 | 0                 | 0      | 0      | 0      | 0      | 53     | 2      |
| Динамо Кијев      | 2012–13       | Премијер лига Украјине     | 24   | 2    | 1                 | 0                 | 12     | 1      | —      | —      | 37     | 3      |
| Динамо Кијев      | 2013–14       | Премијер лига Украјине     | 20   | 1    | 4                 | 0                 | 8      | 1      | —      | —      | 32     | 2      |
| Динамо Кијев      | 2014–15       | Премијер лига Украјине     | 14   | 1    | 5                 | 2                 | 9      | 3      | —      | —      | 28     | 6      |
| Динамо Кијев      | 2015–16       | Премијер лига Украјине     | 20   | 2    | 4                 | 1                 | 5      | 0      | 1      | 0      | 30     | 3      |
| Динамо Кијев      | Укупно        | Укупно                     | 78   | 6    | 14                | 3                 | 34     | 5      | 1      | 0      | 127    | 14     |
| Ђенова            | 2016–17       | Серија А                   | 23   | 0    | 2                 | 1                 | —      | —      | —      | —      | 25     | 1      |
| Ђенова            | 2017–18       | Серија А                   | 22   | 1    | 1                 | 0                 | —      | —      | —      | —      | 23     | 1      |
| Ђенова            | 2018–19       | Серија А                   | 21   | 0    | 1                 | 0                 | —      | —      | —      | —      | 22     | 0      |
| Ђенова            | Укупно        | Укупно                     | 66   | 1    | 4                 | 1                 | 0      | 0      | 0      | 0      | 70     | 2      |
| Верона            | 2019–20       | Серија А                   | 21   | 2    | 1                 | 0                 | —      | —      | —      | —      | 22     | 2      |
| Ђенова укупно     | Ђенова укупно | Ђенова укупно              | 115  | 3    | 8                 | 1                 | 0      | 0      | 0      | 0      | 123    | 4      |
| Каријера          | Каријера      | Каријера                   | 340  | 22   | 47                | 9                 | 66     | 10     | 3      | 0      | 456    | 41     |

### Репрезентација
| Португалија |     |        |
| Година      | Нас | Голови |
| 2007        | 4   | 0      |
| 2008        | 3   | 0      |
| 2009        | 3   | 1      |
| 2010        | 5   | 0      |
| 2011        | 6   | 1      |
| 2012        | 13  | 0      |
| 2013        | 11  | 0      |
| 2014        | 8   | 0      |
| 2015        | 3   | 1      |
| Укупно      | 56  | 3      |

## Највећи успеси

### Клуб
Оливаис е Москавиде
- Португалска друга лига : 2005/06.

Спортинг Лисабон
- Куп Португалије (2) : 2006/07, 2007/08.
- Суперкуп Португалије (2) : 2007, 2008.
- Лига куп Португалије:  финале (2007/08, 2008/09).

Динамо Кијев
- Премијер лига Украјине (2) : 2014/15, 2015/16.
- Куп Украјине (2) : 2013/14, 2014/15.
- Суперкуп Украјине : финале (2014, 2015).

### Репрезентација
Португал U-17
- Европско првенство за млађе од 17 година (1) : 2003.

### Индивидуалне награде
- Европско првенство до 17 година — награда Златни играч (1) : 2003. [22]
- Играч године Примеира лиге (1) : 2006/07. [33]
- Европско првенство до 21 (1) : Тим турнира 2007.[34]